# Alofi
Alofi je glavno mesto Niueja in največje naselje te otoške države v Oceaniji. Je tudi glavno pristanišče. Stoji ob zahodni obali otoka, ob odprtini v koralnem grebenu, ki obdaja ves otok; zdaj odprtino umetno vzdržujejo za ladijski promet. Administrativno ga sestavljata dve vasi, Alofi Sever in Alofi Jug, ki sta imeli po popisu leta 2006 554 prebivalcev, kar je več kot tretjina vseh Niuejčanov. V Alofiju ima podružnico Univerza Južnega Pacifika.
Skupaj s preostankom otoka je kraj leta 2004 močno prizadel ciklon Heta. Novozelandska vlada je takrat namenila 3,5 milijona dolarjev pomoči za obnovo Alofija, da bi preprečila emigracijo na Novo Zelandijo (Niue je v svobodni zvezi z Novo Zelandijo in prebivalci imajo novozelandsko državljanstvo).